# Eteplirsén
Eteplirsén es un medicamento indicado en el tratamiento de determinadas variantes de la enfermedad de Duchenne. La enfermedad de Duchenne es un trastorno de origen genético y transmisión hereditaria que provoca debilidad muscular progresiva. El tratamiento con eteplirsén solo es paliativo, es decir mejora los síntomas pero no cura la enfermedad, únicamente son susceptibles de beneficiarse de esta medicación el 13% de los pacientes afectos del mal. El elevado precio de venta del fármaco que en 2017 superaba los 250 000 euros al año para el tratamiento de un solo paciente y su limitada eficacia ha suscitado un debate a nivel internacional.

## Historia
Eterplirsén es el primer fármaco aprobado por la Administración de Alimentos y Medicamentos (FDA) para el tratamiento de la distrofia muscular de Duchene. Su uso fue autorizado en Estados Unidos en diciembre de 2016

## Mecanismo de acción
Pertenece al grupo de los oligonucleótidos antisentido. Consta de una cadena de 30 nucleótidos con la secuencia CTCCAACATCAAGGAAGATGGCATTTCT. Funciona interfiriendo el proceso de splicing de ARN, elimando el exón 51 mutado que provoca una proteína distrofina anómala.